# Putîlovîci, Luhînî
Putîlovîci (în ucraineană Путиловичі) este o comună în raionul Luhînî, regiunea Jîtomîr, Ucraina, formată numai din satul de reședință.

## Demografie
Componența lingvistică a comunei Putîlovîci
     Ucraineană (99,21%)
     Alte limbi (0,68%)
Conform recensământului din 2001, majoritatea populației comunei Putîlovîci era vorbitoare de ucraineană (99,21%), existând în minoritate și vorbitori de alte limbi.